# Retrograde Amnesie
Eine retrograde Amnesie (lateinisch retro ‚rückwärts‘; englisch retrograde amnesia) ist eine spezielle Form der Amnesie, bei der Personen nicht mehr in der Lage sind, sich an Geschehnisse vor einem bestimmten, meist traumatischen, Ereignis zu erinnern.
Der Gedächtnisverlust bezieht sich auf einen (zumeist kurzen) Zeitraum vor dem bestimmten Ereignis, ein Patient kann sich beispielsweise nicht mehr an einen Unfallhergang erinnern. Wenn diese Erinnerungslücken schwerwiegend sind, kann die dadurch entstehende Unsicherheit für die Betroffenen quälend sein.
Eine retrograde Amnesie kann in Verbindung mit einer im Vordergrund stehenden anterograden Amnesie auch bei einem Korsakow-Syndrom auftreten.

## Typen
Es gibt verschiedene Typen der retrograden Amnesie. Zum einen gibt es episodische retrograde Amnesie, welche den Verlust von Erinnerungen an persönlich erlebte Ereignisse betrifft. Sie wird häufig mit Schädigungen der anterioren Temporallappen oder des posterioren/visuellen Cortex in Verbindung gebracht. Während das episodische Gedächtnis stark beeinträchtigt sein kann, bleibt das semantische Gedächtnis oft teilweise erhalten. Zum anderen gibt es die semantische retrograde Amnesie. Bei dieser Form ist das Wissen über erworbene Fakten und allgemeine Informationen betroffen. Sie kann isoliert oder zusammen mit einer episodischen Amnesie auftreten, insbesondere bei Schädigungen in der linken Gehirnhälfte.
Die fokale retrograde Amnesie (FRA) ist durch einen schweren Gedächtnisverlust gekennzeichnet, der auf retrograde Erinnerungen beschränkt ist, oft ohne signifikante anterograde Amnesie. Sie kann das episodische oder das semantische Gedächtnis betreffen, oder beide, und tritt häufig nach geringfügigem Hirntrauma oder als psychogene Störung auf. Die transiente globale Amnesie (TGA) ist eine vorübergehende Form der Amnesie, die sowohl das anterograde als auch das retrograde Gedächtnis betrifft und sich in der Regel innerhalb von 24 Stunden vollständig zurückbildet. Sie ist durch ein plötzliches Auftreten und ein einheitliches klinisches Erscheinungsbild gekennzeichnet.

## Ursachen
- Neurologische Schäden: Schädigungen spezifischer Gehirnregionen, insbesondere der Temporallappen und limbisch-dienzephalen Strukturen, sind eine häufige Ursache für retrograde Amnesie. Läsionen in diesen Bereichen können unterschiedlich starke Gedächtnisverluste hervorrufen und sowohl das episodische als auch das semantische Gedächtnis beeinträchtigen.[3][8][9]

- Epileptische Anfälle können retrograde Amnesie auslösen, indem sie neuronale Schaltkreise beeinträchtigen, die für die Speicherung von Erinnerungen verantwortlich sind. Dabei können Gedächtnis-Engramme zurückgesetzt werden, was zum Verlust kürzlich erworbener Erinnerungen führt.[10]

- Traumatische Ereignisse: Schädel-Hirn-Traumata, Schlaganfälle und Elektrokrampftherapie können retrograde Amnesie verursachen. Solche Ereignisse stören oft die Fähigkeit des Gehirns, Erinnerungen abzurufen oder zu speichern.[11][9]

- Störungen des circadianen Rhythmus: Veränderungen im circadianen Rhythmus, etwa durch Jetlag, können die Gedächtnisleistung beeinträchtigen und zu retrograder Amnesie führen. Dies steht im Zusammenhang mit bestimmten Mustern der Rhythmuswiederherstellung.[12]

- Calcium-Homöostase: Veränderungen der intrazellulären Calciumkonzentrationen, möglicherweise durch genetische Faktoren, die Calcium-Signalwege beeinflussen, werden als mögliche Ursache für retrograde Amnesie vermutet. Diese Veränderungen können Prozesse der Gedächtnisspeicherung und des Abrufs stören.[11]

- Psychogene Faktoren: Psychologische Faktoren wie Stress und Traumata können ebenfalls eine Rolle bei der retrograden Amnesie spielen. In solchen Fällen handelt es sich um motiviertes Vergessen oder psychogene Amnesie, bei der Erinnerungen aus psychologischen Gründen unzugänglich sind, ohne dass physische Hirnschäden vorliegen.[13]

## Diagnostische Verfahren

### Neuropsychologische Untersuchungen
Das Langzeitgedächtnis muss getestet werden, um das Ausmaß und die Schwere der retrograden Amnesie zu beurteilen. Dazu gehören oft Bewertungen des autobiografischen und semantischen Gedächtnisses, etwa das Erinnern an bekannte Gesichter oder wichtige Nachrichtenereignisse.
Die Konsistenz der Antworten über die Zeit hinweg kann dabei helfen, zwischen tatsächlichem Gedächtnisverlust und anderen Faktoren wie mangelndem Engagement oder Vortäuschung zu unterscheiden.

### Bildgebende Verfahren
Mithilfe von Magnetresonanztomographie (MRT) und voxelbasierter Morphometrie (VBM) können strukturelle Veränderungen im Gehirn festgestellt werden, die mit retrograder Amnesie zusammenhängen. Diese Techniken können Schäden in Regionen wie den Temporallappen aufzeigen, die für den Abruf von Erinnerungen entscheidend sind.
Selbst wenn keine sichtbaren Läsionen festgestellt werden, können fortschrittliche Verfahren wie die VBM subtile Veränderungen in der grauen Substanz sichtbar machen und so auf eine strukturelle Ursache der Gedächtnisdefizite hinweisen.

## Fallbeispiel
Benjaman Kyle ist ein bemerkenswerter Fall von retrograder Amnesie. Im Jahr 2004 wurde er bewusstlos neben einem Burger King in dem US-Bundesstaat Georgia aufgefunden, ohne Kleidung, Ausweispapiere oder Erinnerungen an seine Identität.
Ärztliche Untersuchungen diagnostizierten bei ihm eine dissoziative Amnesie, eine Form der psychogen bedingten retrograden Amnesie, die durch psychische Traumata ausgelöst wird. Trotz umfangreicher Bemühungen, seine wahre Identität zu ermitteln, blieb er über ein Jahrzehnt lang namenlos. Erst 2015 konnte seine Identität mithilfe von DNA-Analysen geklärt werden.